# Чимбя
Чимбя — исчезнувший хутор в Лиманском районе Астраханской области России. Располагался на восточном берегу ильменя Харбата

## История
Дата основания не установлена. Хутор относился к Дальчинскому сельскому совету рабочих, крестьянских, красноармейских и ловецких депутатов Долбанского улуса Калмыцкой автономной области (с 1935 года — Калмыцкой АССР). Хутор был достаточно крупным поселением. К началу Великой Отечественной войны в хуторе действовала семилетняя школа.
28 декабря 1943 года калмыцкое население было депортировано. После ликвидации Калмыцкой АССР хутор Чимдя, как и другие населённые пункты Долбанского улуса, был включён в состав Астраханской области. Исключен из учётных в 1945 году.